# زندان سندی بن شاهک

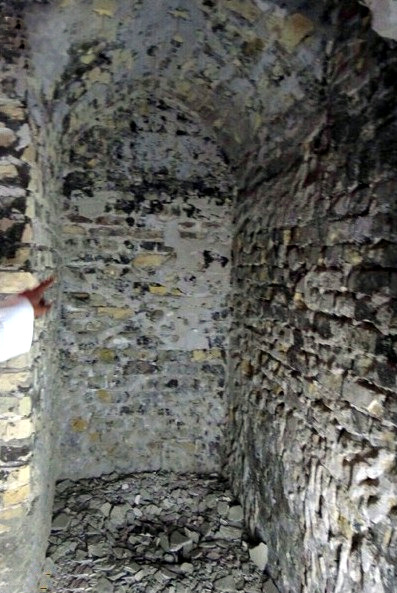
تصویری از زندان سندی بن شاهک در بغداد

زندان سندی بن شاهک، زندانی است واقع در بغداد که توسط سندی بن شاهک در دوران حکومت هارون الرشید اداره می‌شد. این زندان در دورهای مختلف، توسط سنیان متعصب تصرف شده بود و پس از سقوط صدام و به همت تلاش‌های سامی مسعودی، معاون وقف شیعه عراق، احیا گردید. این بنا در فاصله کوتاهی از بقعه شیخ کلینی و در زاویه شمال غربی مدرسه مستنصریه واقع شده است. این زندان تاریک و کوچک که موسی کاظم -امام هفتم شیعیان- در آن زندانی بوده و به قتل رسیده است، اکنون در حال آماده سازی برای بازدید عموم می‌باشد
. بر طبق گفته ساکنین منطقه، در حدود یک قرن گذشته این بخش مسدود بوده و از ورود افراد به آن جلوگیری به عمل می‌آوردند این زندان در فاصله اندکی از جسر الشهداء که سمت مشرق بغداد (محله رصافه) به محله‌های غرب بغداد و محله کرخ و توابع آن وصل می‌کند قرار دارد. این پل در جای همان پلی بوجود آمده است که جسد موسی کاظم پس از قتل بر روی آن قرار داده شد.